# 池玲子
池 玲子（いけ れいこ、1953年5月25日 - ）は、日本の俳優・グラビアモデル・歌手。東京都出身。本名：池田 玲子。東映ポルノ映画の主演女優の一人である。活動期間は1971年から1982年ごろまで。

## 来歴
1971年『温泉みみず芸者』で映画主演デビュー。きっかけは、東映の天尾完次と鈴木則文が週刊誌のグラビアで池を見つけたことからである。当時の池は16歳だったので、天尾と鈴木は池に「（本当の年齢がバレないよう）干支を聞かれたときは間違えないこと」と念押しをしてデビューさせた。バスト90cmのグラマラスな肢体で、『女番長』シリーズなどに主演し、1971年のゴールデン・アロー賞グラフ賞を受賞。天尾は池を売り出すのに「ポルノ」という言葉を使ったらどうかと鈴木に提案し、デビュー作のポスターにはこの言葉が使われている。池玲子は、杉本美樹、芹明香、潤ますみらとともに、荒木一郎の現代企画という芸能事務所に所属していた。
1972年以降は女優と並行して歌手活動をしながら、『恐怖女子高校』シリーズ、『不良姐御伝 猪の鹿お蝶』に主演。『やさぐれ姐御伝 総括リンチ』（1973年、東映）にも出演した。この作品は、映画評論家・樋口尚文からも評価された。香港のゴールデン・ハーベストのホラー映画『悪魔の生首（心魔）』にも主演。この作品は同社のレイモンド・チョウが「カンフー映画の次にヒットするのはポルノ映画だ」と考え、池を指名したものだった。東映はカンフー映画『ドラゴンへの道』の日本興行権を得ようとし、チョウの条件を受け入れる。東映初の"国際女優"と騒がれ、撮影を終え帰国した池は「香港ではスターは脱がないの。ヌード専門の代役がいて裸は要求されなかった。これからは演技力で勝負したい」と話している。菅原文太との交友も、よく知られていた。
テレビ作品では時代劇やテレビ映画で悪女役や、『悪党狩り』では主人公に尽くす後家に扮し、レギュラー出演した。1982年ごろまで女優として活躍した。

## フィルモグラフィ

### 映画（主演）
- 温泉みみず芸者（1971年、東映）
- 女番長ブルース 牝蜂の逆襲（1971年、東映）
- 現代ポルノ伝 先天性淫婦（1971年、東映）
- 女番長ブルース 牝蜂の挑戦（1972年、東映）
- エロ将軍と二十一人の愛妾（1972年、東映）
- 不良姐御伝 猪の鹿お蝶（1973年、東映）
- やさぐれ姐御伝 総括リンチ（1973年、東映）
- 恐怖女子高校 不良悶絶グループ（1973年、東映）
- 前科おんな 殺し節（1973年、東映）
- 恐怖女子高校 アニマル同級生（1973年、東映）
- 女番長 タイマン勝負（1974年、東映）
- 黒い牝豹M（1974年、日活）
- 悪魔の生首（1974年、ゴールデン・ハーベスト）

### 映画（助演）
- 不良番長 のら犬機動隊（1972年、東映）
- 女番長ゲリラ（1972年、東映）
- 恐怖女子高校 女暴力教室（1972年、東映）
- 緋ぢりめん博徒（1972年、東映）
- 女番長（1973年、東映）
- 恐怖女子高校 暴行リンチ教室（1973年、東映）
- 仁義なき戦い 代理戦争（1973年、東映）
- 忘八武士道 さ無頼（1974年、東映）
- 女囚やくざ（1974年、東映）
- 逆襲! 殺人拳（1974年、東映） - 大和田亜矢
- 新仁義なき戦い（1974年、東映）
- 仁義の墓場（1975年、東映）
- 県警対組織暴力（1975年、東映）
- 喜劇 特出しヒモ天国（1975年、東映）
- 暴力金脈（1975年、東映）
- 総長の首（1979年、東映）
- 黄金の犬（1979年、松竹）

### テレビ作品
- 女・その愛のシリーズ 第18作「めし」（1974年、NET）
- ザ・ボディガード 第5話「喪服の女に手を出すな」（1974年、NET / 東映） - 田代絹子
- 非情のライセンス 第2シリーズ 第5話「兇悪のカナリヤ」（1974年、NET / 東映） - 蘭れい子
- 座頭市物語 第16話「赤城おろし」（1975年、CX / 勝プロ） - お町
- 必殺必中仕事屋稼業 第19話「生かして勝負」（1975年、ABC / 松竹） - おとよ
- 影同心 第6話「郭に咲く花 殺し節」（1975年、MBS / 東映） - お駒
- 賞金稼ぎ 第14話「追跡者のメロディー」（1975年、NET / 東映）
- 銭形平次 第501話「卍蜘蛛」（1975年、CX / 東映） - お豊
- 子連れ狼 第3部 第14話「嘉祥兇兆」 - 第16話「燎原の火」（1976年、NTV / ユニオン映画） - 毒蜘蛛お俊
- 桃太郎侍 第13話「裏のうらは裏だった」（1976年、NTV / 東映） - お咲
- 柳生一族の陰謀 第33話「黒猫の恐怖」（1979年、KTV / 東映） - 遊女おれん
- 探偵物語 第25話「ポリス番外地」（1980年、NTV / 東映ビデオ） - 江本マリ
- 87分署シリーズ 裸の街 第13話「殺意のくさび」（1980年、CX / 松竹）
- 悪党狩り（1980年 - 1981年、12ch / 松竹 / 藤映像コーポレーション） - お津世
- 時代劇スペシャル / 怪猫 佐賀騒動（1981年、CX） - お豊の方
- 新五捕物帳 第142話「盗っ人が生んだ赤ン坊」（1981年、NTV / ユニオン映画）
- 吉宗評判記 暴れん坊将軍 第172話「男を咲かせた日蔭の花」（1981年） - 小つる
- 同心暁蘭之介 第27話「悪女の子守唄」（1982年、CX / 杉友プロ）

## その他のテレビ出演
- 11PM「ポルノ実況中継!! 日仏ポルノ女優競演、女の運動会」（1971年10月27日、NTV）※サンドラ・ジュリアンと共演
- 小川宏ショー（1971年11月11日、CX）
- ファミリースペシャル「ビキニ美女水上選手権大会」（1972年8月3日、NET）

## ディスコグラフィ

### シングル
| 発売日           | A/B面            | タイトル           | 作詞家           | 作曲家           | 編曲家           | 規格             | 規格品番         |
| ビクター音楽産業 | ビクター音楽産業 | ビクター音楽産業   | ビクター音楽産業 | ビクター音楽産業 | ビクター音楽産業 | ビクター音楽産業 | ビクター音楽産業 |
| ---------------- | ---------------- | ------------------ | ---------------- | ---------------- | ---------------- | ---------------- | ---------------- |
| 1972年7月        | A                | 変身               | なかにし礼       | 森田公一         | 馬飼野俊一       | EP               | SV-1117          |
| 1972年7月        | B                | 女の赤い血がさわぐ | なかにし礼       | 森田公一         | 馬飼野俊一       | EP               | SV-1117          |
| RCAビクター      |                  |                    |                  |                  |                  |                  |                  |
| 1973年6月        | A                | お蝶のブルース     | 石坂まさを       | 荒木一郎         | 池田孝           | EP               | JRT-1293         |
| 1973年6月        | B                | 女かぞえ唄         | 荒木一郎         | 荒木一郎         | 池田孝           | EP               | JRT-1293         |

### アルバム
- 恍惚の世界（1971年12月25日、テイチク） SL-1375
  - 歌とナレーション：池玲子、伴奏：川原正美とエキゾチック・サウンズ、スキャット：ウイルビーズ、編曲：三沢郷

| 面 | 曲順 | タイトル                 | 作詞家     | 作曲家             | 元曲         |
| -- | ---- | ------------------------ | ---------- | ------------------ | ------------ |
| A  | ①    | 女はそれをがまんできない | 阿久悠     | 親泊正昇           | 大信田礼子   |
| A  | ②    | よこはまたそがれ         | 山口洋子   | 平尾昌晃           | 五木ひろし   |
| A  | ③    | めまい                   | 安井かずみ | 村井邦彦           | 辺見マリ     |
| A  | ④    | 雨がやんだら             | なかにし礼 | 筒美京平           | 朝丘雪路     |
| A  | ⑤    | 夜明けのスキャット       | 山上路夫   | いずみたく         | 由紀さおり   |
| A  | ⑥    | さすらいのギター         | 千家和也   | J.リープ・カインド | 小山ルミ     |
| B  | ①    | 私という女               | なかにし礼 | 鈴木淳             | ちあきなおみ |
| B  | ②    | 雨の日のブルース         | 橋本淳     | 筒美京平           | 渚ゆう子     |
| B  | ③    | 恋の奴隷                 | なかにし礼 | 鈴木邦彦           | 奥村チヨ     |
| B  | ④    | 経験                     | 安井かずみ | 村井邦彦           | 辺見マリ     |
| B  | ⑤    | 天使になれない           | 阿久悠     | 都倉俊一           | 和田アキ子   |
| B  | ⑥    | 愛のきずな               | 加茂亮二   | 鈴木淳             | 安倍律子     |

「恍惚の世界」と同内容のタイトルのみ改変した8トラックが発売されている（ジャケット写真と曲順はLPと異なる）。
オリオン、ユニレコード、サンデスコ音楽工業からも「恍惚の世界」と同内容のタイトルを改変したカセットテープが発売されている。
- 池玲子がささやく夜のムード歌謡（1975年、テイチク） CF-93
  - ナレーション：池玲子
  - テイチクから同内容のカセットテープも発売されている。 品番 TN-95

- 池玲子 官能のエクスタシー（発売日不明、テイチク） TRC-8149 
  - 演奏 川原正美とエキゾチック・サウンズ、スキャット：ウイルビーズ

- 池玲子の魅力（発売日不明、オリオン） OC-205
  - 唄：池玲子、演奏：ミッドナイトエコーズ

曲順とジャケット写真は上記と異なる
8トラック版 OM-26184
- 話題の女王 池玲子は唄う（ユニレコード） SRC-1566
  - 唄：池玲子、演奏：ローヤルクラウンオーケストラ

ジャケット写真はオリオン版の使い回しだが曲順は異なる。)
- 話題の女王 池玲子は唄う（サンデスコ音楽工業） QR-1562

歌手名義、ジャケット写真、曲順、タイトルはユニレコード版の使い回し。ジャケットの配色が違う程度。

### CD
- 恍惚の世界（2006年1月20日、TILIQUAレコード） TILAR-5002CD（紙ジャケット、限定盤）/TILAR-5002（通常盤）
- 「女番長ブルース牝蜂の挑戦」サウンドトラック（2009年10月21日、SOLID） CDSOL-1316
- 杉本美樹vs池玲子〜女番長流れ者／ふうてんぐらし（2006年11月18日、SOLID） UVPR-10048
- やさぐれ姐御伝 総括リンチ〜やさぐれ歌謡最前線（2006年9月23日、SOLID） CDSOL-1144

## 書籍
- 写真集「タッチ 臨時増刊」（三崎書房、写真：福田和彦）
- 写真集「ビューティー・ヌード集 池玲子 / チコ / マリアンヌ」（三崎書房）
- 「How To Sex」：ヌード写真の一部を池玲子が担当（枚数は少ない）

## 受賞
- 第9回ゴールデン・アロー賞グラフ賞（1972年1月）
- 日本映画テレビ製作者協会新人賞（1972年1月）※現エランドール賞新人賞